# Викс (Арканзас)
Викс (енгл. Wickes) град је у америчкој савезној држави Арканзас.

## Демографија
По попису из 2010. године број становника је 754, што је 79 (11,7%) становника више него 2000. године.
| Група             | 2000.       | 2010.       |
| Белци             | 427 (63,3%) | 334 (44,3%) |
| Афроамериканци    | 0 (0,0%)    | 3 (0,4%)    |
| Азијати           | 0 (0,0%)    | 0 (0,0%)    |
| Хиспаноамериканци | 214 (31,7%) | 393 (52,1%) |
| Укупно            | 675         | 754         |